# Тенкина кућа
Тенкина кућа у Доњем Милановцу, споменик је народног градитељства поречког краја из прве половине 19. века. Припадала је Стефану Стефановићу Тенки, знаменитој личности некадашњег Пореча. Током изградње ХЕ Ђердап 1, 1970. године, пресељена је и заједно са Конаком капетан Мише Анастасијевића налази се на платоу крај кеја, на улазу у град из правца Београда.
Кућа је саграђена као традиционална приземна грађевина са кровом на четири воде, у бондручном систему градње, висине просторија 2,6m, на темељним зидовима од ломљеног камена, висине 0,7m. Димензије основе куће су 11,3x8,2m, а површина је 93m², са тремом ширине 1,7m и дрвеном оградом по целој источној (дужој) страни куће, са којег се каменим степеницама у кућу. Покривена је ћерамидом, са једним централним димњаком за огњиште (камин). Прозори су двокрилни са дрвеним капцима.
Кућа је реконструисана, са аутентичним изгледом и ентеријером и у њој је седиште Туристичке организације општине Мајданпек.